# Sommer-Paralympics 2016/Segeln
Bei den Sommer-Paralympics 2016 in Rio de Janeiro wurden in insgesamt drei Wettbewerben im Segeln Medaillen vergeben. Die Entscheidungen fielen am 17. September 2016 in der Marina da Glória.

## Klassen
Bei den paralympischen Segelwettbewerben wurde nur in Klassen unterschieden, um die Ausgeglichenheit des Teams zu gewähren. So wurden die Athleten nach dem Behinderungsgrad mit bis zu sieben Punkten, wobei sieben Punkte für die wenig behinderten Sportler vergeben wurde, eingestuft. Die Klassifizierung war je nach Disziplin unterschiedlich.
| Wettkampf          | Boot    | Klassifizierung |
| ------------------ | ------- | --- |
| Ein-Mann-Kielboot  | 2.4mR   | Alle Segler müssen eine Minimalbehinderung oder eine stärkere Beeinträchtigung haben, wie es die Statuten der FCS 2008-12 vorsehen.                                  |
| Zwei-Mann-Kielboot | SKUD 18 | Das Paar sollte aus mindestens einer Frau bestehen, außerdem sollte einer der Segler eine Klassifizierung von maximal 1–2 Punkten (schwerer Behinderungsgrad) haben. |
| Drei-Mann-Kielboot | Sonar   | Drei Segler durften nicht die Gesamtpunktzahl von 14 Punkten überschreiten.                                                                                          |

## Qualifizierte Teams
Es gab drei Hauptwettbewerbe, die der Qualifikation dienten. Die IFDS Sailing World Championships, bei der über die Hälfte der Plätze gewonnen werden konnten. Bei den Combined World Championships ging es um die verbliebenen Plätze, wobei sechs Plätze für den Ausrichter bestimmt waren. Jedes Komitee durfte maximal 1 Boot pro Event entsenden.
| Wettbewerb                                                                                          | 2.4mR                                                                                                | Skud18                                                              | Sonar                                                                                 |
| --------------------------------------------------------------------------------------------------- | --- | ------------------------------------------------------------------- | ------------------------------------------------------------------------------------- |
| 2014 IFDS Sailing World Championships 15.–24. August 2014 Halifax Kanada                            | Australien Kanada Finnland Frankreich Deutschland Vereinigtes Königreich Norwegen Vereinigte Staaten | Australien Kanada Vereinigtes Königreich Italien Vereinigte Staaten | Australien Kanada Griechenland Frankreich Deutschland Vereinigtes Königreich Norwegen |
| 2015 IFDS Combined Sailing World Championships 24. November – 3. Dezember 2015 Melbourne Australien | Österreich Italien Tschechien Schweden Spanien Argentinien Neuseeland                                | Niederlande Polen Spanien Neuseeland Singapur                       | Vereinigte Staaten Israel Irland Italien Spanien Japan                                |
| Ausrichter                                                                                          | Brasilien                                                                                            | Brasilien                                                           | Brasilien                                                                             |
| 41 Boote, 80 Athleten                                                                               | 16 Boote, 16 Athleten                                                                                | 11 Boote, 22 Athleten                                               | 14 Boote, 42 Athleten                                                                 |

## Ergebnisse
Es nehmen insgesamt 80 Athleten an den paralympischen Segelwettkämpfen teil. Frauen und Männer starten gemischt in den drei Fahrten.

### Ein-Mann-Kielboot (2.4mR)
Datum: 17. September 2016, 14:00 Uhr
| Platz | Land               | Athlet            | Punkte (ges./gew.) 1 |
| ----- | ------------------ | ----------------- | -------------------- |
| 1     | Frankreich         | Damien Seguin     | 36/30                |
| 2     | Australien         | Matthew Bugg      | 53/36                |
| 3     | Großbritannien     | Helena Lucas      | 56/39                |
| 4     | Vereinigte Staaten | Dee Smith         | 51/43                |
| 5     | Norwegen           | Bjørnar Erikstad  | 63/52                |
| 6     | Deutschland        | Heiko Kröger      | 70/55                |
| 7     | Italien            | Antonio Squizzato | 83/72                |
| 8     | Finnland           | Niko Salomaa      | 93/79                |

Die Platzierung entspricht der Punktzahl, die die Segler für ein Rennen bekommen. Die beiden schlechtesten Platzierungen werden gestrichen, die restlichen addiert, sodass der Endwert entsteht.

### Zwei-Mann-Kielboot (Skud18)
Datum: 17. September 2016, 13:00 Uhr
| Platz | Land               | Athleten                             | Punkte (ges./gew.) 1 |
| ----- | ------------------ | ------------------------------------ | -------------------- |
| 1     | Australien         | Daniel Fitzgibbon Liesl Tesch        | 14/12                |
| 2     | Kanada             | John McRoberts Jackie Gay            | 46/34                |
| 3     | Großbritannien     | Alexandra Rickham Niki Birrell       | 48/36                |
| 4     | Polen              | Monika Gibes Piotr Cichocki          | 49/37                |
| 5     | Vereinigte Staaten | Ryan Porteous Maureen McKinnon       | 60/51                |
| 6     | Italien            | Marco Carlo Gualandris Marta Zanetti | 68/65                |
| 7     | Niederlande        | Rolf Schrama Sandra Nap              | 76/68                |
| 8     | Brasilien          | Bruno Landgraf Marinalva de Almeida  | 84/74                |

Die Platzierung entspricht der Punktzahl, die die Segler für ein Rennen bekommen. Die schlechteste Platzierung wird gestrichen, die restlichen werden addiert, sodass der Endwert entsteht.

### Drei-Mann-Kielboot (Sonar)
Datum: 17. September 2016, 12:00 Uhr
| Platz | Land               | Athleten                                                     | Punkte (ges./gew.) 1 |
| ----- | ------------------ | ------------------------------------------------------------ | -------------------- |
| 1     | Australien         | Colin Harrison Jonathan Harris Russell Boaden                | 36/26                |
| 2     | Vereinigte Staaten | Rick Doerr Hugh Freund Brad Kendell                          | 54/44                |
| 3     | Kanada             | Paul Tingley Scott Lutes Logan Campbell                      | 62/51                |
| 4     | Neuseeland         | Richard Dodson Andrew May Chris Sharp                        | 62/51                |
| 5     | Norwegen           | Aleksander Wang-Hansen Marie Solberg Per Eugen Kristiansen   | 65/54                |
| 6     | Deutschland        | Lasse Klötzing Jens Kroker Siegmund Mainka                   | 65/55                |
| 7     | Griechenland       | Vasileios Christoforou Theodoros Alexas Anargyros Notaroglou | 68/58                |
| 8     | Israel             | Dror Cohen Shimon Ben Yakov Arnon Efrati                     | 72/59                |

Die Platzierung entspricht der Punktzahl, die die Segler für ein Rennen bekommen. Die schlechteste Platzierung wird gestrichen, die restlichen addiert, sodass der Endwert entsteht.

## Medaillenspiegel Segeln
| Medaillenspiegel Segeln | Medaillenspiegel Segeln | Medaillenspiegel Segeln      | Medaillenspiegel Segeln   | Medaillenspiegel Segeln   | Medaillenspiegel Segeln |
| Platz                   | Land                    | Goldmedaille – Olympiasieger | Silbermedaille – 2. Platz | Bronzemedaille – 3. Platz | Gesamt                  |
| ----------------------- | ----------------------- | ---------------------------- | ------------------------- | ------------------------- | ----------------------- |
| 01                      | Australien              | 2                            | 1                         | –                         | 3                       |
| 02                      | Frankreich              | 1                            | –                         | –                         | 1                       |
| 03                      | Kanada                  | –                            | 1                         | 1                         | 2                       |
| 04                      | Vereinigte Staaten      | –                            | 1                         | –                         | 1                       |
| 05                      | Großbritannien          | –                            | –                         | 2                         | 2                       |